# اریش فیشر
 اریش فیشر (آلمانی: Erich Fischer؛ زاده ۱۹۱۰ درگذشته ۱۹۶۹) یک فیزیک‌دان اهل آلمان بود.